# Xin hãy tin em
Xin hãy tin em (tiếng Anh: Please believe me) là một bộ phim truyền hình được thực hiện bởi Trung tâm Phim truyền hình Việt Nam, Đài Truyền hình Việt Nam do Đỗ Thanh Hải làm biên kịch, đạo diễn. Phim được chuyển thể từ truyện ngắn cùng tên của nhà văn Nguyễn Thị Thu Huệ. Phim phát sóng lần đầu trong chương trình Văn nghệ Chủ nhật vào năm 1997 trên kênh VTV3.

## Nội dung
Xin hãy tin em xoay quanh Hoài "thát-chơ" (Lệ Hằng) – một cô sinh viên tỉnh lẻ nổi tiếng khắp khu ký túc xá Trường Đại học Tổng Hợp Hà Nội vì thói ăn chơi, ngang ngạnh, phá phách như thường xuyên trốn học, đi đòi nợ, uống rượu với đám con trai... Thế nhưng, ẩn sâu trong tính cách Hoài lại là một người tốt vì cô thường dạy học cho Minh (Anh Tú) – cậu bé đánh giày từng được Hoài giúp thoát khỏi công an. Trong một lần tình cờ đi ra bưu điện để nhận tiền bố mẹ gửi, Hoài đã gặp Phong (Lê Vũ Long) – chàng sinh viên chơi vĩ cầm đang theo học tại Nhạc viện Hà Nội. Hai người bị cuốn hút ngay từ cái nhìn đầu tiên và bắt đầu hẹn hò sau đó. Dần dần, Phong cảm hóa được Hoài và khiến cô trở nên thay đổi hơn so với trước đây. Nhưng cũng chính lúc này, anh đã dần nhận ra con người thật của người mà mình yêu...

## Diễn viên
- Lệ Hằng trong vai Hoài "thát-chơ"
- Lê Vũ Long trong vai Phong
- Hoa Thúy trong vai Thắm
- Thúy Nga trong vai Hường
- Xuân Tùng trong vai Trư
- Thùy Giang trong vai Vân
- Anh Tuấn trong vai Huấn
- Anh Tú trong vai Minh
- Hồng Tuấn trong vai Quang Tèo
- Hồng Quân trong vai Tiến Bốp
- Trần Nhượng trong vai Ông chủ nhà
- Nguyệt Hằng trong vai Thủy
- Vân Anh trong vai Phương
- Kim Bình trong vai Bà điếc
- Ngọc Bích trong vai Mẹ Hoài
- Lê Công Tuấn trong vai Đạt
- Trần Bình Trọng trong vai Huy "Chấy"
- Hà Duy trong vai Tú

Cùng một số diễn viên khác...

## Ca khúc trong phim
Bài hát trong phim là hai ca khúc "Mong ước kỷ niệm xưa" và "Trở về" do Xuân Phương sáng tác và Tam ca 3A thể hiện.

## Sản xuất
Bộ phim là tác phẩm đầu tiên của Đỗ Thanh Hải dưới vai trò đạo diễn. Kịch bản phim chuyển thể từ truyện ngắn cùng tên của nhà văn Nguyễn Thị Thu Huệ. Để tạo đủ nội dung cho ba tập phim, nhiều tuyến truyện và nhân vật đã được bổ sung vào vì nguyên tác ban đầu có rất ít tình tiết và các tuyến nhân vật mờ nhạt. Trước đó, nội dung truyện từng được Đỗ Thanh Hải dựng thành một bài tập ngắn thời sinh viên.
Đây là bộ phim đầu tay mà Lệ Hằng vào vai chính, khi cô còn đang học năm nhất tại Trường Đại học Sân khấu - Điện ảnh Hà Nội. Bộ phim cũng có sự tham gia của Lê Vũ Long và là vai diễn đầu tiên của nam diễn viên, dù lúc đó anh đang làm một diễn viên múa đương đại. Bối cảnh chính của phim được chọn ở ký túc xá Trường Đại học Ngoại ngữ, bất chấp việc khu này chật hẹp và ít không gian để quay cảnh đẹp. Nhiều sinh viên sống tại khu ký túc xá đã xung phong tham gia vào đoàn phim với những vai nhỏ, tuy nhiên chỉ sau vài ngày tham gia thì biến mất vì bị đảo lộn giờ giấc sinh hoạt và khiến đoàn phim phải quay lại những cảnh có mặt các sinh viên này.

## Đón nhận
Tại thời điểm phát sóng, bộ phim đã thành công tạo tiếng vang lớn trong khán giả, đặc biệt là giới trẻ, được cho là vì dàn diễn viên hợp vai và câu chuyện tình day dứt giữa hai nhân vật chính trong phim. Xin hãy tin em cũng được xem là bộ phim hay nhất về chủ đề đời sống sinh viên. Thậm chí, sau khi tác phẩm kết thúc, nhiều người đã gửi thư đến nhà đài để yêu cầu sản xuất phần tiếp theo và sáng tác ra các kết thúc khác nhau cho phim. Bài viết của báo Dân trí đã khen ngợi tác phẩm khi "tái hiện một cuộc sống sinh viên sôi động, đa sắc màu, đa cá tính". Tạp chí Thế giới Điện ảnh cũng liệt kê Xin hãy tin em vào trong số 5 bộ phim huyền thoại về học trò thế hệ 8X.
Tuy là tác phẩm đầu tay của Đỗ Thanh Hải, sự đón nhận tích cực của bộ phim đã giúp ông trở thành đạo diễn trẻ triển vọng, với thế mạnh là những bộ phim về đề tài sinh viên giới trẻ điển hình như Phía trước là bầu trời. Nhờ vai diễn trong Xin hãy tin em mà diễn viên Lệ Hằng nhận được nhiều lời mời đóng vai trong các bộ phim truyền hình khác. Tuy vậy, những tác phẩm này đều ít được đón nhận vì thành công quá lớn của nữ diễn viên ở bộ phim đầu tiên và đã khiến cô bị "chết vai". Phim cũng đóng vai trò là bàn đạp đưa Hoa Thúy tiến xa trong con đường diễn xuất giai đoạn sau này.
Không dừng lại ở bộ phim, bài nhạc phim "Mong ước kỷ niệm xưa" cũng trở nên nổi tiếng và là ca khúc được ưa chuộng cuối những năm thập niên 1990. Bài hát khi đó đã được biểu diễn tại nhiều sân khấu lớn nhỏ trong cả nước, đồng thời tạo nên tên tuổi lớn cho tác giả, nhạc sĩ Xuân Phương. Nhiều hãng phim sau này đã mua lại ca khúc độc quyền để sử dụng trong các tác phẩm của mình với trị giá lên đến tiền tỷ. Đây còn là một bài hát phổ biến trong những buổi lễ tốt nghiệp, chia tay của học sinh, sinh viên.